# Хольмуль
Хольмуль (ісп. Holmul) — руїни міста цивілізації мая в департаменті Петен (Гватемала), неподалік від кордону із Белізом.

## Історія
Перші поселення на території Хольмуля виникли близько 850 року до н. е. Наприкінці докласичного періоду почалося піднесення держави. На думку дослідників, його володарі зуміли перемогти сусідів-суперників, насамперед Сіваль і Бекан, завдяки чому почала зростати політична і економічна потуга ахавів Хольмуля. Надалі області Сіваля, сусідні невеликі поселення увійшли до складу царства Хольмуль. Його старовинна назва поки що невідома.
У ранній класичний період царство опинилося під владою Теотіуакана, як й більшість міст Петену. На неї розповсюджувалася влада так званого «Нового порядку». Пізніше це місто-держава тривалий час було об'єктом боротьби між Мутульським і Канульським царствами, оскільки Хольмуль займав стратегічно важливе місце з точки зору обох царств: місто вздовж найкращого шляху на лінії схід-захід між Тікалєм і узбережжям, а також на лінії північ-південь між канульскою столицею Цібанче і гватемальським високогір'ям, звідси отримували базальт, обсидіан, жадеїт.
Після втручання у 580-х роках Саальського царства (союзника Канульської держави) тут постала династія на чолі із Оч-Чан-Йопаатом («бог грози, що вдирається на небо»), яка була відгалуженням саальської династії. З цього моменту ахави Хольмуля підтримували Канульське царство. Після поразки Кануля у 695 році від Мутуля, царі Хольмуля переоріентувалися на родичів з Сааля, сприяючи посиленню впливу останнього в регіоні. Тоді населення міста становило близько 2 тисяч осіб.
У 748 році ахав Вілаан-Чак-Ток-Вахйааб, після поразок саальського війська від мутульців, очолив боротьбу, але зазнав поразки і загинув. З цього моменту Хольмуль потрапив у залежність від Мутульського царства, що тривало до 820-х років. Втім володарі Хольмуля швидко оговталися, тепер вже під захистом мутульських ахавів почалося економічне відновлення.
Занепад мутульського царства не завадив подальшому розвитку Хольмуля. Відсутність великих зовнішніх амбіцій сприяло відсутності значних ворогів. Доволі вмілі дипломатичні дії його ахавів дозволили мирне співіснування з іншими державами (навіть «напівварварськими»). Із занепадом у середині IX ст. значної кількості міст Петену роль Хольмуля зросла. Вважається, що сюди перебралася частина ремісників, майстрів, торговців й знаті, оскільки Хольмуль залишався одним з небагатьох міст, що не зачепила криза.
Занепад почався після 900 року, який завершився у 950 році залишенням поселенням і загибеллю держави. Причини цього поки що не встановлені.

### Ахави
- Оч-Чан-Йопаат
- Цахб-Чан-Йопаат-Махча’
- К’ініч-Тахаль-Туун
- Вілаан-Чак-Ток-Вахйааб

## Опис
Знаходиться на березі річки Хольмуль в Північно-Східному Петені, 25 км на північ від руїн Наранхо, 40 км на північний схід від Тікаля. Діаметр самого міста становить близько 6 км. Поруч з Хольмулєм розташовані невеличкі археологічні пам'ятки — Ла-Суфрікайа, Ko', Toт, Ріверона, Хахакаб, Хамонтун.
Серед будівель Хольмуля виявлено значну кількість графіті.

### Архітектура
Архітектура Хольмуля відповідає «стилю Петен». Усі будови були зведені на штучних пагорбах. Основні будови розташовані за 3 км від центрального (ритуально-адміністративного) комплексу, околиці — 5 км. Складається з груп I, II, III. Основу складає центральна площа, яка на півночі межує з групою I, на півдні — Групою III. Східна площа становить 1 га (130х68 м), що межує на заході з Руїною X, на сході — Будовою 7, на півночі — Будовою 5, півдні — Будовою 46.
Спочатку адміністративний центр розташовувався на території Групи III. Тут розкопано велику піраміди (Руїна X), що свого часу розташовувалася в оточені трьох масивних майданів (одним з яких є центральна площа на сході). Руїна X і Будова 7 разом складають «Е-групу» (архітектурний комплекс, що складається з великої піраміди на західній стороні площі або платформи і піднесеної довгої споруди на східному боці), що за структурою нагадують подібні групи в Уашактуні та Тікалі.
Поруч був акрополь царя, який з іншими частинами міста з'єднувала широка дорога-гребля. Основу акрополя складає Будова «А» (або Двір «А»), що розташувався на узвишші на висоті 6 м. З сусіднім двором В з'єднувався мостом (або проходом). З заходу Двору «А» розташовується піраміда заввишки 12 м. З південного сходу і півдня акрополя виявлено рештки осель. На думку дослідників там могли мешкати родичі царя. У південній частині Двору «А» є будова 44, що має 18 м завдовжки. У середині є вузька центральна кімната, до якої ведуть головні двері, з боків розташовані невеличкі кімнати, ще 2 дверей (на схід і захід) заблоковано. Протилежні від центральних дверей ведуть до задньої частини Двору «А».
Двір «В» розташовано на прямокутній платформі заввишки 6 м у східній частині і 12 м — у західній. Численні кімнати підтримують склепіння у маянському стилі. До зали цієї будівлі ведуть сходи зі сходу центральної площі.
Інтерес являє величезний фриз зі стукко (виявлено під основою прямокутної піраміди 590 року) розміром 8 м завдовжки і 2 м заввишки, на якому зображені людські фігури з міфологічним контекстом, з чого вчені роблять висновок, що, можливо, це обожнені володарі. Зображені сидячи зі схрещеними ногами на голові маянського духу гори. Вони носять витончені головні убори і коштовності з жадеїту. На головних уборах у них записані імена. На фризі навіть збереглися сліди фарб — можна розгледіти червону, синю, зелену і жовту фарби. На фризі чітко помітно роботу різних майстрів. Одна людина працювала над лівою частиною барельєфа, а інша — над правою. Також тут представлені різні художні стилі: з лівого боку робота є витонченою і з кращим дотриманням пропорції, з правого боку переваги віддані більш рельєфним і пофарбованим деталям.
Група II представляє будови маянської знаті. У середині докласичного періоду (горизонт мамом) на місці майбутнього акрополя зведений храмовий ансамбль, що складається з перших версій Будівель В і F, а також будівлі N, згодом перекритого більш пізньої пірамідальною платформою. За однією з версій, Будинки В і N разом з спорудою, що не збереглися, утворювали тріадний акрополь, що існував до епохи пізнього докласичного періоду. У пізній докласичний період (IV ст. до н. е. — III ст., керамічний горизонт Чіканель) ранні версії будівель В, N і F перекриваються масивної платформою, висота якої перевищує 10 м при довжині 110 м, а ширина — 89 м. Цей акрополь стає основою для храмового комплексу, відомого як Група II.
Вони прилягають до великого майданчика для гри у м'яч, що прикрашено велетенськими масками зі стукко на західному і східному фасадах. У Групі II було знайдено поховання I—II ст., що містить чудові зразки «мамміформи» (поширені на початку нашої ери таці на ніжках у вигляді жіночих грудей).
Група I поділяється Східною площею на південну і північну, загалом охоплює 2,4 га. У центрі виявлено великий чултун з отвором в середині діаметром 3,5 м. Біля краю греблі, на відстані 100 м від групи розташовано майданчик для гри I (Будови 11 і 12, кожна з яких розміром 17x10x4 м). Він з'єднує між собою Групи I й II. Будови 11 і 12 розділяє алея. Посередині знаходиться маркер з каменю. на захід від цього «стадіону» розташувалася С-подібний двір відкритого типу, звернений на південь. Головною структурою цього двору є Буддова 13 розміром 32x7x3 м.

### Скульптура
Стели і вівтарі представляються різні періоди, ранньокласичний, що належить до IV ст. 5 стел і 4 вівтаря докласичного періоду виявлено в Групі III. Біля Руїн X знаходяться три стели (1, 2, 12) і два вівтарі уздовж осей схід-захід й північ-південь. Стела 2 і вівтар 2 розташовані в передній частині Будови 5 на північному кінці Східної площі в той час як невеликий вівтар 9, знаходиться в південній частині. Стела 12 розташована в центрі Східної площі на вершині Будови 7. Поруч знайдено стелу 1 і вівтар 1, орієнтовані зі сходу на захід.

### Кераміка
У часи розквіту існував власний стиль виробництва і розпису кераміки, що класифіковано як Хольмуль I (100 рік до н. е.— 100 рік н. е.), Хольмуль II (100—400 роки н. е.), Хольмуль III (400—600 роки), Хольмуль IV (600—850 роки), Хольмуль V (850—950 роки). У класичний період, особливо з VI ст., перетворюється на один з важливіших центрів розпису кераміки.
«Хольмуль I» має лощену поверхню, характерну для керамічної традиції етапу цаколь (ранньокласичний період), і віскоподібну на дотик поверхню, властиву посудинам етапу чіканель (пізній докласичний час). Поліхромний розпис поєднується з великою товщиною стінок і тетраподною формою. Жолобчастий орнамент і помаранчевий колір поверхні поєднуються з поліхромним розписом. Характерною особливістю Хольмуль III і Хольмуль IV є наявність червоної і помаранчевої фарб на вершковому тлі. Основною темою є так званні «Хольмульські танцюристи», тобто зображення богів і людей під час танцю. Їх розділяє лише техніка. Перший ще знаходився під впливом теоітуаканського мистецтва, останній є досконалим витвором Хольмуля. Хольмуль V відображає поступовий занепад класичного періоду.

## Історія досліджень
Городище було виявлено у 1901 році експедицією А. Тоззера і Р. Мервіна. Попередні дослідження велися у 1909—1910 роках. 1911 року розпочалися розкопки, які стали першими науковими археологічними розкопками в низинних районах мая. Перші дослідження очолив Раймунд Мервін з Інституту Карнегі (США). 1924 року проведені нові дослідження фахівцями з Інституту Карнегі.
У 2000 році під керівництвом Франсіско Естрада-Беллі з Бостонського університету стартував новий проєкт дослідження городища. У перший же сезон було виявлено кілька монументів з написами. З 2008 року роботи фінансує університет Вандербільта (США).